# Katacamilla procavia
Katacamilla procavia är en tvåvingeart som beskrevs av Barraclough 1998. Katacamilla procavia ingår i släktet Katacamilla och familjen gnagarflugor. Inga underarter finns listade i Catalogue of Life.